# Sezon na słówka
Sezon na słówka (ang. Bee Season) – amerykański dramat obyczajowy z 2005 roku w reżyserii Davida Siegela i Scotta McGehee. Adaptacja powieści Myli Goldberg z 2000 roku pod tym samym tytułem.

## Fabuła
Jedenastoletnia Eliza, pozostająca zawsze w cieniu swojej rodziny, odnosi sukces w literowaniu słów. Przechodząc do kolejnych etapów konkursu, dostrzega, że jej rodzina zaczyna się rozpadać. Brat Aaron wstępuje do sekty Hare Kriszna i nawiązuje romans ze starszą kobietą, natomiast matka zamyka się w sobie. Podczas finału Eliza celowo przegrywa zawody, ponieważ dochodzi do wniosku, że rodzina jest dla niej najważniejsza.

## Obsada
- Richard Gere: Saul Naumann
- Juliette Binoche: Miriam Naumann
- Flora Cross: Eliza Naumann
- Max Minghella: Aaron Naumann
- Kate Bosworth: Chali

## Produkcja
Zdjęcia do filmu kręcono w Kalifornii (Alameda, Albany, Berkeley, Oakland, San Francisco).